# New Japan Philharmonic
La New Japan Philharmonic (新日本フィルハーモニー交響楽団?, Shin Nihon Firuhāmonī Kōkyōgakudan) è un'orchestra sinfonica con sede a Tokyo. Venne fondata nel 1972 con Seiji Ozawa come direttore onorario. La sala in cui generalmente tiene i propri concerti è la Sumida Triphony Hall. Dal 2003, ha come direttore principale Christian Arming.
Specializzata nella registrazione di musiche per videogiochi, ha registrato canzoni per Super Smash Bros. Melee, arrangiamenti orchestrali per le colonne sonore di Smashing...Live!, Resident Evil, Resident Evil Orchestra, arrangiamenti orchestrali di Kaoru Wada per Kingdom Hearts Original Soundtrack, la musica di Go Shiina da Tales of Legendia, e Final Fantasy.
L'orchestra è anche nota per la produzione di colonne sonore ed in particolare per La città incantata e Il castello errante di Howl, entrambe composte, arrangiate e dirette da Joe Hisaishi; e diversi pezzi per Neon Genesis Evangelion, composti, arrangiati e diretti da Shirō Sagisu. L'orchestra ha anche registrato la colonna sonora del film di animazione in lingua inglese Le avventure del piccolo tostapane composta da David Newman.